# Ubá
Ubá es un municipio brasileño, ubicado en el estado de Minas Gerais. La ciudad es reconocida a nivel nacional por el tipo de mango que lleva su nombre y crece en abundancia en la región.

## Introducción
Uba es el centro económico de su micro y micro cerca, actuando como sub-centro de nivel A. En el pasado, era un importante productor y distribuidor de tabaco, que adornan la bandera del municipio. Hoy en día, se concentró medianas y grandes industria, principalmente muebles y ropa, a el comercio el crecimiento rico y variado, y fuerte en los servicios. Es uno de los condados de más rápido crecimiento en el estado, por lo que uno de los que crear empresas y generar más puestos de trabajo.
La ciudad es también un centro cultural y de formación técnica y superior sub, que posee importantes instituciones de educación superior.

## Etimología
No hay consenso sobre el origen del nombre de la ciudad. En el lenguaje tupí-guaraní Uba medios ". Canoa tallada en un pedazo de tronco de árbol"
Sin embargo, se cree que el nombre de la ciudad proviene de una hierba de hoja estrecha, alargada líneas, flexible (Gynerium sagittatum), comúnmente llamado Uba. Esta hierba, ahora extinto, existía en abundancia en los bordes de la extensión río que atraviesa la ciudad y fue utilizado para hacer canastas, jaulas y otros objetos similares.

## Historia

### La liquidación de la Cuenca del Río Paloma
Es paradójico, pero no hay ninguna noticia de la existencia de las tribus indígenas que viven en esta región, 500 años después del descubrimiento de Brasil. Las historias más vivas, sin embargo, nos llevan a creer que al final del siglo XVII, Capuchinos s ocupada francés misiones de la India en nueve distritos de la India s coro s, Coropó si Puri s, dispuestas de la Sierra hasta el Puerto de Gerard de Diamantes. Los capuchinos, sin embargo, fueron expulsados de Brasil en 1617.
Varias versiones dicen que el jesuitas s, a partir de esa fecha, se los llevaron y siguieron esas misiones, con los métodos más suave y apacible, el catecismo de Bosques. Se debe entender es casi como una variante o incluso seguir la narración de la "torcedura" de la Tamoio s, familia india enorme y poderoso, la parte predominante de la costa de Brasil, de manera sistemática persecución de otras tribus nativas, los llevó a disolver esta parte.
Los diversos intentos de la colonización portuguesa de Crowborough, Coropós, Puris y Botocudo s, que viven en los bosques de la región, siempre terminaban en batallas sangrientas entre los verdaderos dueños de la tierra y los invasores blancos. En comparación, el uso de flechas y hachas contra las armas de fuego, los indios fueron asesinados en forma gradual o hechos prisioneros como esclavos, sobre todo cuando se trata de jóvenes y mujeres.
La fuerte presión internacional contra el genocidio convencido de que el rey de Portugal determina que el gobernador Luis Diogo Lobo da Silva para organizar una expedición para intentar el acercamiento con los indios amistosos. Esta difícil tarea participarían que conocía los senderos de la selva, las costumbres indígenas, y estaba familiarizado con ellos: el capitán Francisco Pires de harina, que se guía en función de comandos especiales. El mayor reto, sin embargo, sería un sacerdote formado en el Seminario de Mariana de 1757, el padre Manuel de Jesús María, el hijo de una esclava portuguesa con la India, su función sería catequizar forestal.
La expedición llegó a la aldea a orillas del río Dove de 25 de diciembre de 1767 y se establecieron en el lugar donde se construyó la iglesia dedicada al mártir São Manoel. Entre los años de 1780 de 1790, el Padre Manoel llegó a Ribeirão Uba, donde los indios vivían en Crowborough, que llevaba una especie de hierba, caña de azúcar U de uva, para hacer sus flechas. En la evolución lingüística, U-uva se convirtió en Uba. En este entorno Padre Manoel construyó una capilla que más tarde, después reconstruida por Antonio Carneiro Jenaro fue nombrado San Jenaro, porque era el día santo de su nacimiento, que tuvo lugar en 19 de septiembre de 1879.

### Un recorrido por la historia
El pueblo se levantó en la calle de atrás primero, que ahora se llama Santa Cruz la calle en 3 de noviembre de 1815, el 7 de septiembre de 1841, fue nombrado " Capilla de San Gennaro de la UBA. " Provincial de la Ley N º 854, 17 de junio de 1853, se convirtió en la "Aldea de San Gennaro de la UBA." La Ley N º 806 de la 3 de julio de 1857, le dio el rango de ciudad, con el nombre actual: Universidad de Buenos Aires.
El Distrito de la UBA fue creado por Ley Provincial N º 11, noviembre de 1892. Con base en 23 de marzo de 1892.

### Capilla de San Genaro
Gennaro Antonio Carneiro nació en Presidente Bernardes. Siguiendo los impulsos de su tiempo, se dedicó al comercio. Compra y venta de productos agrícolas en la región, se ha establecido como abastato hacendado con la iniciativa de donar terrenos para fundar la ciudad que más tarde sería la ciudad de la UBA. En su Fazenda Boa Vista, Boa Esperança hoy, Gennaro Antonio montó toda la infraestructura necesaria para construir la capilla de San Jenaro, con lo que los trabajadores cualificados de Presidente Bernardes y Piranga. Antes de la construcción de la capilla, los trabajadores construían sus propias casas cerca del lugar donde se construyó la iglesia. Estas casas fueron construidas donde hoy se encuentra ubicada en la calle Santa Cruz, antes conocida como Back Street, que se encuentra detrás de la iglesia. Gennaro Antonio Carneiro murió antes de terminar la construcción de la iglesia, que se terminó algún tiempo después por su hijo - Gennaro Antonio Carneiro Filho.

## Geografía
UBA tuvo su crecimiento dentro de un valle y tiene sólo el 5% de la superficie plana, el 55% y 40% colina rodante. La altitud varía entre 295 metros (San Pedro condado de Creek) y 875 metros (Sierra del Sacramento).
La ciudad tiene una de las mayores densidades de población y la superficie forestal que es fácilmente visible en el centro, noroeste, este y sureste de la ciudad, donde los barrios más poblados. La ciudad cuenta con más de cien distritos en un área urbana de más de treinta kilómetros cuadrados y se encuentra entre las más grandes del estado. La ciudad cuenta con tres distritos: Diamond Uba, y Ubari Miragaia, que contribuyen poco a la población total. Alrededor del 95% de la población se concentra en el área urbana y sólo el 5% en las zonas rurales.
La mayor parte de la ciudad está incluido en cuenca del Río Paraíba do Sul y una pequeña porción de la cuenca de la Rio Doce. La cabecera municipal se encuentra a distancia, por carretera, 290,88 kilómetros de la capital Belo Horizonte, 284.31 kilómetros de la ciudad de Río de Janeiro, y 580 km de construido en São Paulo. La ciudad está situada cerca del centro de la Zona de la Mata Mineira.

## Economía e infraestructura
Uba es la segunda ciudad más grande de la superficie forestal, así como el segundo centro industrial y comercial, detrás de los Foros de Juiz de. La ciudad cuenta con poco más de 1.000 establecimientos industriales de grandes, medianas y pequeñas. Gran parte de la PIB es representado por el sector de servicios, pero industria juega un papel importante en la economía de la ciudad, especialmente en el fabricación de muebles y el prendas de vestir y calzado.
La ciudad es la industria de muebles más grande del estado de Minas Gerais y el tercer país, y también para consolidarse como uno de cocina regional. La ciudad alberga una de las ferias de muebles más grande en el país ", FEMUR, y Arreglo Productivo Local (APL) del sector del mueble es una referencia nacional en la organización y el desarrollo.
También tiene sectores APL de ropa, en el turismo y la fruticultura. En agricultura incluyen la producción de la caña de azúcar y la creación de ave s. Asamblea Legislativa URL visitada el 1 de enero de 2009
La ciudad cuenta con un importante centro comercial y proveedor de servicios que no se limita sólo a la micro, que también actúa en las regiones limítrofes de Viçosa y Cataguases. En la actualidad se sitúa en el nivel comercial de la ciudad, las tiendas de muebles, electrónica, ropa, calzado, artículos de mercería y papelería.
En los servicios de la ciudad ofrece una amplia gama de restaurantes, bares y restaurantes, con una expansión tardía de los servicios del hotel. La principal característica de la zona comercial y de servicio no se limita sólo a la zona centro de la ciudad, sino que está presente durante casi todo el conjunto urbano.
En el área de comunicación de masas, tiene cuatro estaciones de radio, dos en La modulación de amplitud (AM) y dos en la frecuencia de modulación (FM), y una estación de televisión con programación local. Se editan varias publicaciones periódicas impresas entre los periódicos, revistas e información local y regional.
La ciudad tiene un papel importante en la seguridad pública en la Zona da Mata, debido a la sede de la 21 Batallón de Policía Militar, titulado "Centinela de la Zona da Mata". El batallón es responsable de la seguridad de los municipios ubicados en las regiones de la UBA y de Viçosa y se integra la Región Militar cuarto (MR), con sede en Juiz de Fora. La existencia del batallón, la ciudad también cuenta con la Policía Ambiental de la empresa y los anfitriones la 2 ª Compañía de la Policía de Carreteras, además de sede de la 3 ª Compañía de Bomberos Militar. La ciudad también acoge la 2 ª Regional de Seguridad Pública de la Policía, que funciona en el anexo de la labor policial y Atención a la Mujer. La ciudad también tiene una cárcel y un Instituto de Medicina Legal (IML).
Al estar situado en el centro de la Zona de la Mata Mineira, la ciudad fue llamada "Ciudad de los viajeros", donde la conocí y seguir adelante en otras ciudades. Debido a este hecho, la ciudad se asentaron en las agencias gubernamentales estatales y federales, en representación de su microrregión, así como las micro-regiones de Viçosa, Cataguases y Muriaé. Entre varias agencias gubernamentales con sede en la ciudad, merece la oficina regional de la IEF (Instituto Estatal de Silvicultura) y SUPRAM Zona de la Mata, así como de otros organismos afines y de apoyo, tales como COPAM (Consejo de Estado de Política Ambiental), el SEMAD (Secretaría de Estado de Medio Ambiente y Desarrollo Sostenible) y IGAM (Instituto de Minería de la Gestión del Agua). La ciudad es también sede de la Coordinación Regional de la quinta DER.
La ciudad cuenta con cuatro hospitales en una operación y los discapacitados, además de una clínica regional. También cuenta con un Centro Regional de Lucha contra el Cáncer y decenas de consultorios médicos, dentales y más.
Las principales carreteras que cruzan el municipio son BR-265 y MG-447. El Uba aeropuerto (OACI: SNUBA) tuvo una expansión reciente, con una pista pavimentada de 1.400 por 30 metros de ancho con la noche de marcado y calle de rodaje, pavimentada, con una dimensión de 65 metros por 15 metros. También cuenta con aviones de patio de cemento con terminal de pasajeros de 7200 metros cuadrados con 500 metros cuadrados, frutos secos, hangares, estacionamiento para vehículos y cuenta con líneas de autobuses para el centro de la ciudad

### Muebles Polo
El mobiliario del centro de la UBA, junto con ocho ciudades vecinas (Guiricema Guidoval Piraúba Paloma del Río Rodé, San Gerardo Tocantins y Vizconde de Río Branco), es considerado el principal de Minas Gerais. El polo formado en su mayoría por el sector pequeña y mediana industria es la principal actividad económica de la región y lo más importante recaudador de impuestos. Cerca de 20 000 empleos directos e indirectos se generan en aproximadamente 400 empresas que forman parte de la pole, pero el número de empresas del sector sólo en la ciudad es más de 500 empresas.
La industria del mueble tiene sus inicios más de ocho décadas. El centro comenzó con la carpintería de muebles pequeños que tuvieron la iniciativa para la fabricación de muebles para satisfacer las necesidades de la casa. Después de Segunda Guerra Mundial, John Rosignoli, carpintería instalada en su Lavapés. La primera fábrica estaba operando en el TREVIZAN hermanos Uba, progresando y famosa en la fabricación de muebles en el elaborado estilo Chippendale vida y obra de la colonia italiana en la ciudad de Uba, Benevenuto Tarquinio Grandis, y para producir en la primera serie fue José Francisco Parma que hizo que los gabinetes, armarios, sofás y marcos de ventanas Guía comerciales, culturales y turísticas Uba - 2002.
La madera utilizada en la fabricación de algunos muebles fueron extraídos de las cajas de embalaje que eran productos de mercería de San Antonio. Después de que José Francisco Parma abrir la primera fábrica, la segunda fue que Edgar y Edwar Cruz se unió con Luizinho Parma y creó la empresa y Cruz. El tercero fue Maurice Singulane. Parma José Francisco exhortó a sus amigos y familiares para la fabricación de muebles también. Agustín se unieron a la venta y Rubio Amato Parma, que aparecen en este sindicato, la empresa J. Parma y Co.
En 1962, Vilela Otoci Eiras compró el Río de Janeiro un armario de acero. Al llegar con él en su residencia, se quedó perplejo por el uso del acero en los muebles. Se lo llevó aparte y soldar de nuevo, dando lugar a la primera fábrica de muebles de acero Uba. En 1964, Carlos Costa Coelho se lo vendió a Lincoln Rodrigues Costa, que los fideos se fabrica, pasando luego a la fabricación de muebles de acero, dando lugar a la Itatiaia Mobile Acero SA
En 1967, el joven Juan Bautista Flores Serrano invitó a su amigo Clovis de Oliveira y montado la industria del mueble Apolo. A partir de entonces las plantas estaban creciendo darse cuenta de la gran visión de su creador José Francisco Parma.

## Educación
La ciudad ha consolidado también como un centro universitario, que está experimentando un fuerte crecimiento.
Una de las principales Universidad s del estado tiene un público campus en la UBA. El UEMG (Universidad de Minas Gerais) ofrece tres cursos de pregrado en la ciudad, destacando el curso de Diseño de Producto, desplegada para satisfacer la demanda de la industria local de muebles.
Otra institución de la acción en la ciudad UNIPAC (Universidade Presidente Antônio Carlos), que cuenta con tres facultades: Facultad de Derecho y Ciencias Sociales de la UBA, responsable de la Escuela de Derecho, Facultad de Filosofía, Ciencias y Letras de la UBA, responsable de los cursos en Ciencias de la Computación, Superior y Letras, y el Centro Regional Uba Facultad, responsable de 14 campos de otros. La institución también ofrece cursos técnicos y dos de posgrado en derecho.
Ya FAGOC (Facultad Ubaense Ozanam Coelho) es una institución de educación superior se originó en la ciudad. Ofrece cinco cursos de grados y 8 campos de posgrado general.
Hay otros colegios de la ciudad, centrado en la especialización y cursos de aprendizaje a distancia. La ciudad pronto se hará una escuela de música.

## Manga de Uba
En medio de la gran variedad de Mango(fruta) existente se conoce as Uba Manga. La familia de Anacardiaceae species Mangifera indica L. crece en abundancia en la ciudad y sus alrededores, que se encuentra en los patios traseros y laterales de las carreteras. La Manga es Uba iconos de la ciudad más antigua y espontánea. El sabroso fruto Uba identifica a la ciudad, así como identifica la manga. Y no ubaense orgulloso de ello.
Ciertamente, no es tan hermoso como el Manga Rosa o Tommy, se ve muy oscuro cuando está maduro, pero es la más dulce y salado. Además de ser altamente appreciated fresh, el mango se utiliza como ingrediente en muchas recetas de dulces caseros y elaborados.
En 13 de diciembre de 2003 por el decreto número 4.258, el resultado fue oficialmente declarado "Patrimonio Natural Uba" y "Manga Manga Uba", registrada como "Patrimonio Inmaterial de la ciudad".
Lea más acerca de Manga en Uba sitio Prefectura de Uba

## Ubaenses
- Nelson Ned
- Ary Barroso
- Eugênio German, el primer maestro brasileño de ajedrez internacional
- Evandro Soldati
- Mauro Mendonça

## Recuerdos
- La ciudad se convirtió 150 en 2007.
- El compositor Ary Barroso, creador de Acuarela de Brasil, nació en la UBA.
- Se fueron las exuberantes selvas que rodeaban y compuesto por la cabecera de la ciudad.
- El río fluía Uba si alguna vez, mostró sus aguas con un aspecto saludable y reflejan la vida, tan diferente de hoy.
- Cuando a caminar a las aves que los astilleros de la música, la esquina que sobresale grifos árboles pájaro cantor decoración?
- Calle San José, escenario nostálgico de las batallas de confeti, promovido por René Bazar bajo la dirección de Luis Manhães.
- Jardín de San Genaro, donde las chicas estaban circulando en sentido contrario a las miradas de los jóvenes, el intercambio, la primera forma de pasiones en el futuro.
- Los conciertos de la banda de la 22 de mayo, protegido dentro de la glorieta bajo la batuta de Sollero. Guido Plaza Cinema Brasil, que fue el bar local más tradicional: Punto de Abogados.
- El interminable desfile de chicas en la acera y vendrá con la presencia entusiasta de los niños en la acera hablando.
- El Grand Hotel, siempre con un intenso, para poner fuera de sus sillas de mimbre, ocupada por los viajeros que amaba a punto de Uba.
- La plataforma de la estación de Leopoldina, que abrió sus puertas a las sonrisas de alegría por la llegada y salida por las lágrimas de melancolía.
- Raul Soares Avenida Campo de la Aymoré s, el corazón de la ubaenses club y respetado en toda la región. En la residencia del fallecido senador Levindo Coelho, donde cada uno de 13 de octubre se centró la gente de la UBA para saludar a su líder político.
- Club de Recreación Vieja, Club de Tenis de hoy Uba, partido memorable y sus carnavales brillante.
- Los Deportes Plaza, sede de la natación y el ballet de agua que brillantemente tomó el nombre de la UBA a través de Minas Gerais.
- Uba, el amor a la ciudad de [Mango [(fruta) | manga]] chicas sexy y bonita.
- Uba, una tierra que nos reconforta y nos llena de orgullo a su bendito pasado, presente vibrante y un maravilloso espejo del futuro.
- La ciudad cuenta con varios dirigentes, destacándose en el minero política.
- Miss Minas Gerais, y Miss Brasil 1997 Nayla Micherif, es de la UBA.